# Fort Pulaski nationalmonument

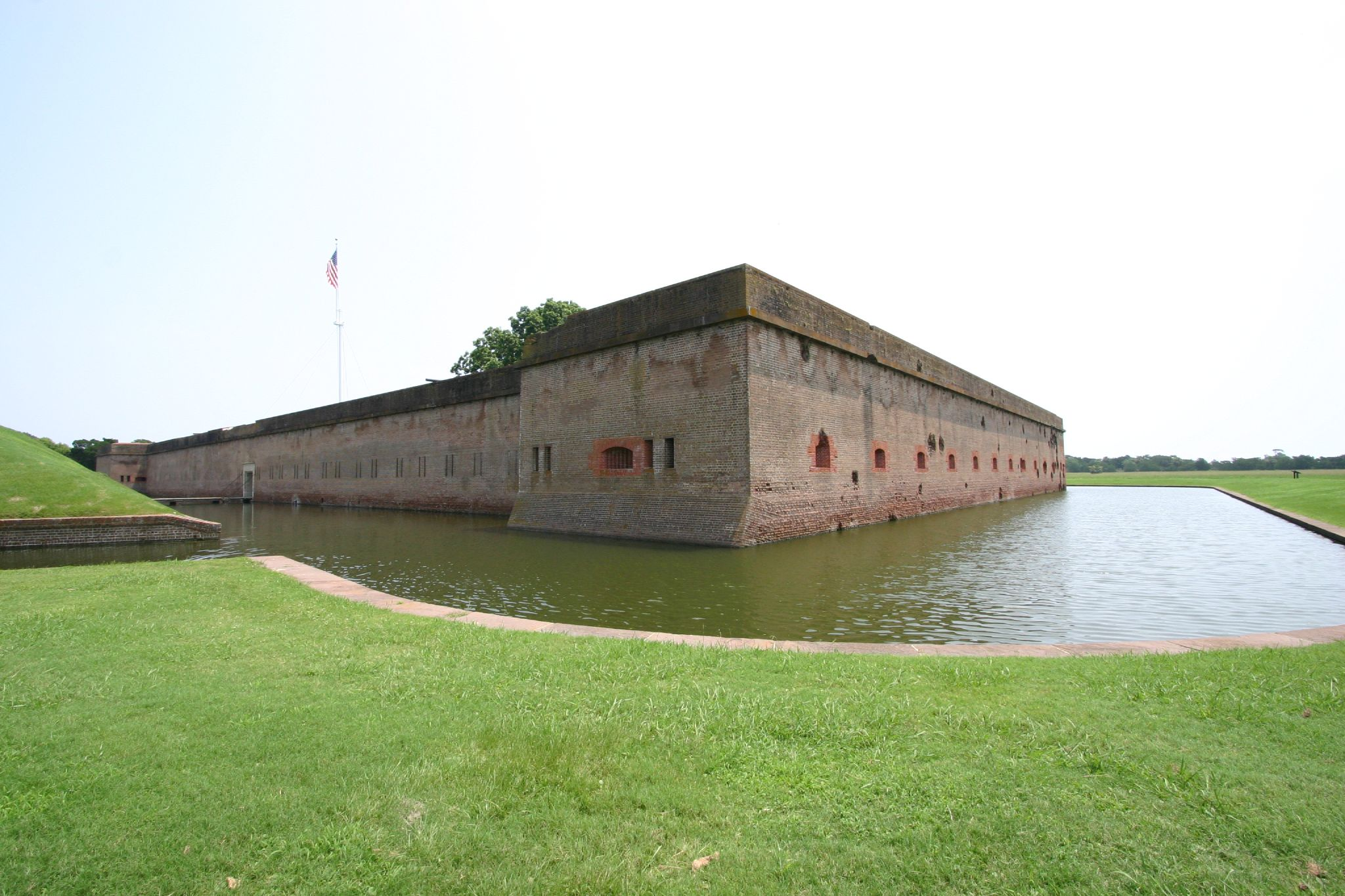
Fort Pulaski nationalmonument

Fort Pulaski nationalmonument ligger i delstaten Georgia i USA. Slaget om fortet i april 1862 var en vändpunkt i militär historia för det var första gången en ny form av kanoner användes. De var träffsäkrare och med längre räckvidd än tidigare konstruktioner och krossade fortets murar nästan på en och en halv kilometers avstånd.
Det förkrossande nederlaget tog militära strateger världen över på sängen. Att bygga fort att förskansa sig i blev snabbt förlegat.

## Andra attraktioner
Det finns även en gammal fyr - Cockspur Light - att besöka, samt natursköna områden.